# 长宁区机动车检测维修中心
长宁区机动车检测维修中心（又名二十八机动车安全检测站），1992年建立于中華人民共和國上海市長寧區天山路和哈密路交汇处，原隶属公安分局交通事故处理中心，脱钩后迁至绥宁路561号，占地面积达到8000平方米，同时归属万宏工业投资集团有限公司，内有机动车电脑检测线、汽修升降台、电脑自动控制烘漆房。2019年由于新增环保检测项目尾气排放和OBD，检测时间需要20分钟以上，时间是原来的两三倍。现地址位于北翟路1551号。